# Kenianisches Militärordinariat
Das Kenianische Militärordinariat ist ein Militärordinariat in Kenia und zuständig für die kenianischen Streitkräfte.

## Geschichte
Das Militärordinariat betreut Angehörige der kenianischen Streitkräfte katholischer Konfessionszugehörigkeit seelsorgerisch. Es wurde durch Papst Paul VI. am 20. Januar 1964 als Militärvikariat errichtet. Nach gegenseitigem Beschluss zwischen dem Heiligen Stuhl und der Republik Kenia befindet sich der Sitz des kenianischen Militärordinariats in Nairobi. Es wurde am 21. Juli 1986 durch Papst Johannes Paul II. mit der Apostolischen Konstitution Spirituali militum curae zur Diözese erhoben.
| Militärbischöfe in Kenia |                                 |                        |                 |                   |
| Nr.                      | Name                            | Amt                    | von             | bis               |
| 1                        | Maurice Michael Kardinal Otunga | Erzbischof von Nairobi | 20. Januar 1964 | 29. August 1997   |
| 2                        | Alfred Kipkoech Arap Rotich     |                        | 29. August 1997 | 30. Dezember 2016 |
| 3                        | Wallace Ng’ang’a Gachihi        | Weihbischof in Nairobi | 15. August 2024 |                   |